# Сборная Финляндии по хоккею с шайбой
Сборная Финляндии по хоккею с шайбой (фин. Suomen jääkiekkomaajoukkue, швед. Finlands herrlandslag i ishockey) — национальная мужская хоккейная команда, представляющая Финляндию на международных турнирах по хоккею с шайбой. Управляется Финским хоккейным союзом. Сборная впервые была собрана в 1928 году, в ИИХФ Финляндию первоначально представлял конькобежный союз, хоккейная организация страны создана годом позже.
Сборная Финляндии — олимпийский чемпион 2022 года и 4-кратный чемпион мира (1995, 2011, 2019, 2022). Является второй сборной в истории, которой удалось выиграть Олимпиаду и чемпионат мира в один год. Ранее это сделала Швеция в 2006 году. Финалисты Кубка мира 2004 года. 
Является одной из сильнейших сборных мира. Наряду со сборными Канады, России, Швеции, Чехии и США входит в «большую хоккейную шестёрку». Неоднократно занимала первую строчку в рейтинге ИИХФ.
В Финляндии зарегистрировано 52 597 игроков в хоккей, что составляет приблизительно 1 % от населения страны. 
Финская сборная вывела из обращения номера 14 (Раймо Хелминен) и 17 (Яри Курри). Хелминен (также известный как «Райпе» и «Маэстро») является рекордсменом по количеству матчей за сборную в истории мирового хоккея (331). Он также стал первым в истории хоккеистом, сыгравшим на шести зимних Олимпийских играх (1984—2002). Яри Курри выступал за сборную не так много, однако он является лучшим после Теему Селянне финским бомбардиром в истории Национальной хоккейной лиги (1398 очков в 1251 матче).

## История

### 1930-е — 1980-е: из аутсайдеров в середняки
Финны впервые приняли участие в чемпионате мира в 1939 году в Швейцарии, где сначала были разгромлены немцами (1:12), итальянцами (2:5) и американцами (0:4), на следующей стадии финны потерпели поражения от голландцев (1:2) и итальянцев (1:2) и в итоге поделили последнее 13-е место с командой Югославии.
После Второй мировой войны финны перестали выглядеть безнадёжными аутсайдерами, но и до медалей им добраться не удавалось. На чемпионатах мира они занимали обычно места с 4-го по 7-е, оставаясь позади сборных Канады, Швеции, Чехословакии, а затем и СССР. В 1950-е годы даже швейцарцы на большинстве чемпионатов мира выглядели лучше финнов, регулярно занимая призовые места.
На зимних Олимпийских играх финны дебютировали в 1952 году в Норвегии, где заняли только седьмое место. Сборная Суоми потерпела целый ряд крупных поражений: 2:9 от Швеции, 0:12 от Швейцарии, 3:13 от Канады, 2:8 от США, 2:11 от Чехословакии. Выиграть удалось только у норвежцев и немцев.

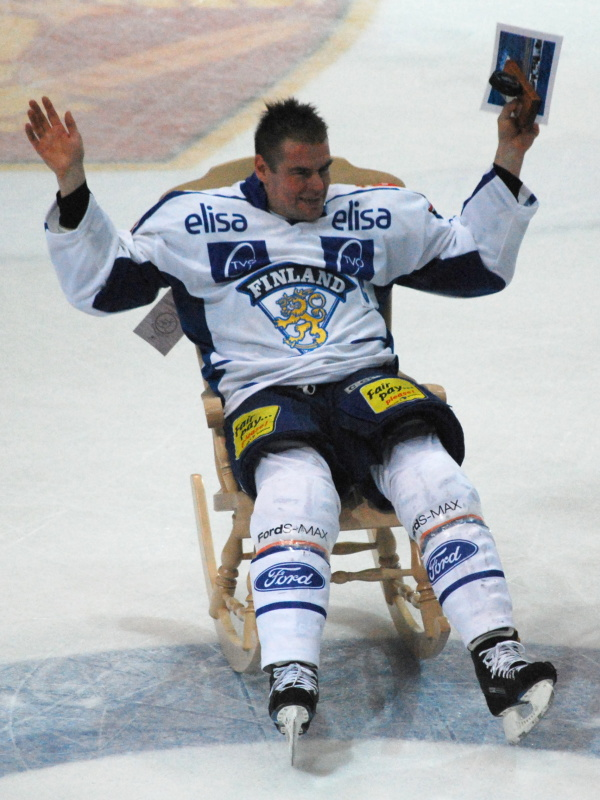
Последняя игра мирового рекордсмена по матчам за сборную Раймо Хелминена (2008 год)

После этого провала у финнов на Олимпийских играх постепенно начался медленный, но равномерный рост итоговых результатов: снова седьмое место в 1960 году, шестое место в 1964 году, два подряд пятых места в 1968 и 1972 годах, а затем дважды подряд они становились на Олимпийских играх четвёртыми (1976, 1980). При этом в 1976 году в отсутствие сборных Канады и Швеции финны считались реальными претендентами на бронзу. Однако одержав две победы в пяти матчах финального раунда, финны набрали одинаковое количество очков со сборными ФРГ и США (первые два места заняли сборные СССР и Чехословакии), но в итоге команда «Суоми» осталась четвёртой, а третье место заняли немцы, благодаря лучшей разнице шайб в матчах между тремя командами.
В 1984 году на Играх в Сараево случился небольшой «откат» — только шестое место, но затем в 1988 году в Калгари финны наконец выиграли олимпийские награды. В сложной борьбе команда «Суоми» сумела опередить и шведов, и канадцев, и чехословаков, оставшись позади только сборной СССР. На руку финнам сыграли регламент и расписание: в последнем матче второй и решающей групповой стадии они встречались со сборной СССР, которая до этого выиграла все 7 матчей на турнире и уже обеспечила себе золотые награды. Финны обыграли немотивированного соперника со счётом 2:1 и благодаря этому обошли шведов и канадцев. Результативной игрой в составе сборной Финляндии в Калгари отметились Эркки Лехтонен (4+6 в 8 матчах) и Раймо Хелминен (2+8 в 8 матчах). После 1988 года регламент был изменён, и на Олимпийских играх появилась стадия плей-офф и финальный матч.
Примечательно, что финны сумели выиграть медали на Олимпийских играх ранее, чем это им удалось на отдельных чемпионатах мира. В 1960—1980-е годы финны раз за разом занимали места с четвёртого по шестое, изредка опускаясь на седьмое место. Только в 1992 году в Чехословакии финны сначала в упорном четвертьфинале сломили сопротивление канадцев (4:3), а в полуфинале в серии буллитов переиграли хозяев, тем самым обеспечив себе как минимум серебро. В финале в Праге шведы уже после второго периода вели 4:0, а в итоге матч завершился со счётом 5:2. Тем не менее, спустя 4 года после олимпийского серебра Калгари сборная «Суоми» выиграла медали первенства мира.

### 1990-е — 2010-е: регулярные призёры крупнейших турниров

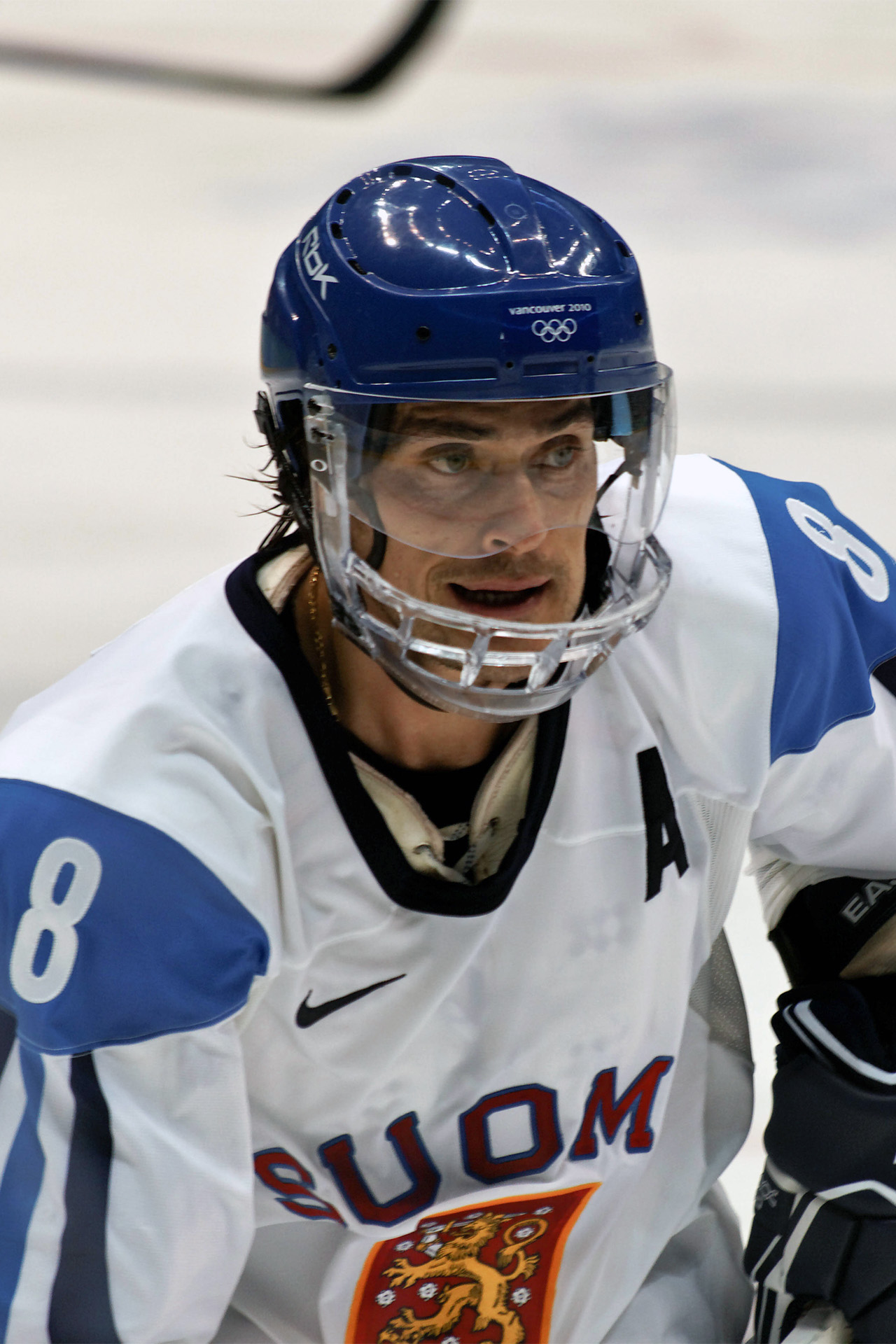
Знаменитый форвард Теему Селянне по прозвищу «Финская Вспышка» защищал цвета сборной более 20 лет: с начала 1990-х до середины 2010-х (фото 2010 года)

С начала 1990-х годов финны стали одной из ведущих сборных мира. На Олимпийских играх с 1994 года финны лишь дважды оставались без наград (в 2002 году в Солт-Лейк-Сити они уступили в 1/4 финала канадцам, а через 16 лет в Пхёнчхане вновь проиграли в четвертьфинале Канаде). В 1994 и 1998 годах финны выигрывали олимпийскую бронзу, а в 2006 году они впервые в своей истории добрались до финала Олимпийских игр (в 1988 году финального матча не было), в котором уступили своим соседям из Швеции (2:3). Финские нападающие Теему Селянне и Саку Койву стали лучшими бомбардирами олимпийского турнира 2006 года, а 25-летний голкипер Антеро Нииттимяки был признан самым ценным игроком турнира. Вместе с Нииттимяки, Койву и Селянне в символическую сборную также был включён защитник Киммо Тимонен. В 2010 и 2014 годах финны вновь становились третьими. В 2014 году в Сочи 43-летний Селянне был признан самым ценным игроком турнира и вместе с Микаэлем Гранлундом вошёл в символическую сборную звёзд. Такой стабильности (пять призовых мест за последние шесть Олимпиад) не удалось добиться на этом отрезке ни одной сборной (у канадцев с 1994 года четыре награды, а у шведов — три).

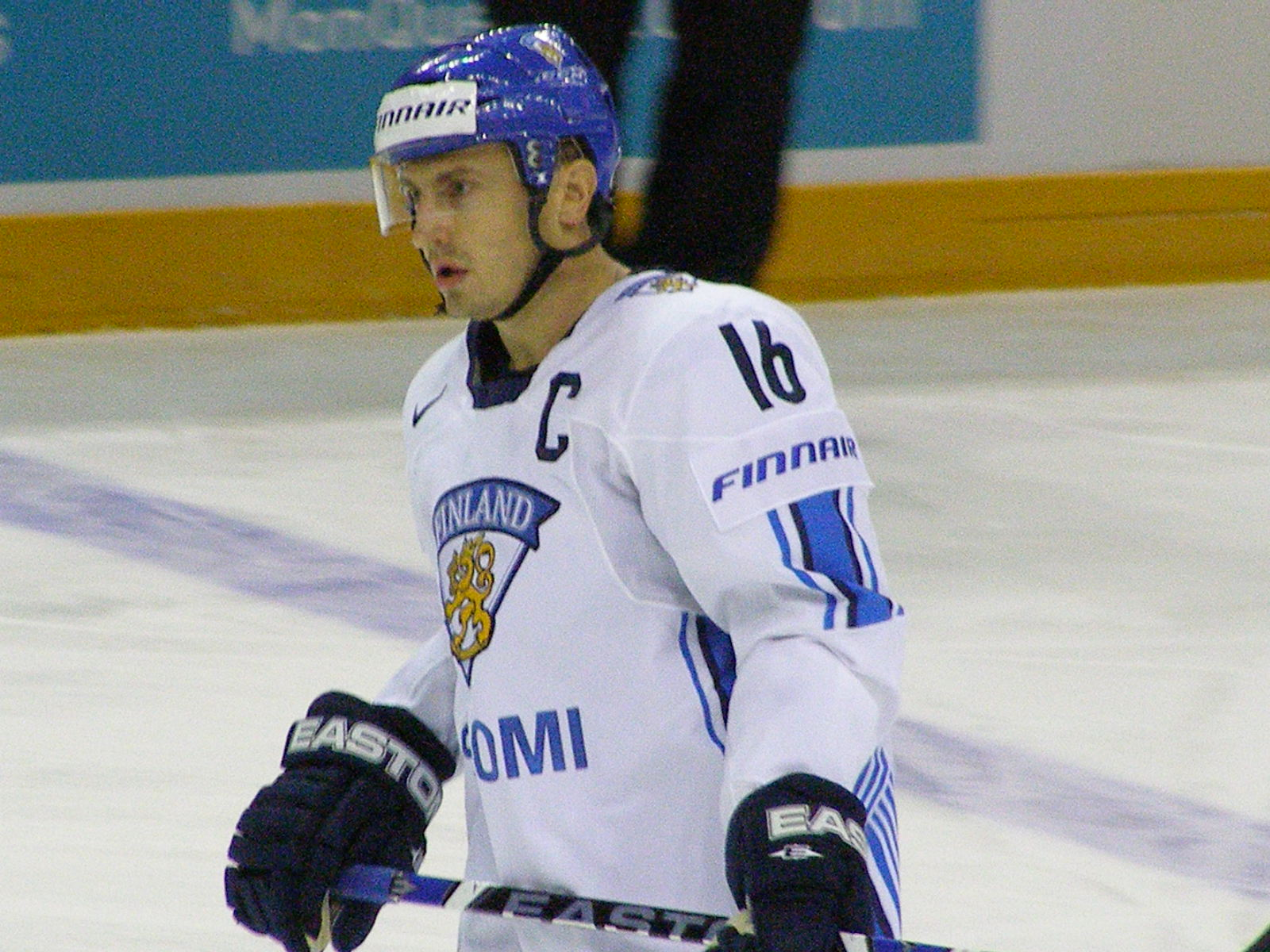
Вилле Пелтонен выиграл в составе сборной 4 медали на Олимпийских играх и 8 медалей на чемпионатах мира, включая золото 1995 года

На чемпионатах мира финны также с начала 1990-х годов регулярно оказываются в призёрах: в 1994 году они повторили свой «серебряный» успех 1992 года, а уже на следующий год на чемпионате мира в Швеции преподнесли громкую сенсацию, переиграв в финале сборную хозяев (хет-трик в решающем матче сделал молодой Вилле Пелтонен), впервые став чемпионами мира.
Следующей победы на чемпионате мира финнам пришлось ждать целых 16 лет (за это время они выиграли 4 серебра и 3 бронзы первенств мира). Наконец, в 2011 году на чемпионате мира в Словакии финны показали впечатляющую игру на стадии плей-офф: в 1/4 финала были переиграны норвежцы (4:1), в полуфинале финны уверенно разобрались с россиянами (3:0, памятную победную шайбу во втором периоде забросил молодой Микаэль Гранлунд, которая была даже отмечена на финской почтовой марке), а в финале была разгромлена сборная Швеции (6:1). При этом финны сумели сравнять счёт в самой концовке второго периода финала, но в третьем периоде их было не остановить — в течение 16,5 минут ворота шведской команды были поражены пять раз. Яркко Иммонен стал лучшим бомбардиром турнира, а также был включён в символическую сборную.

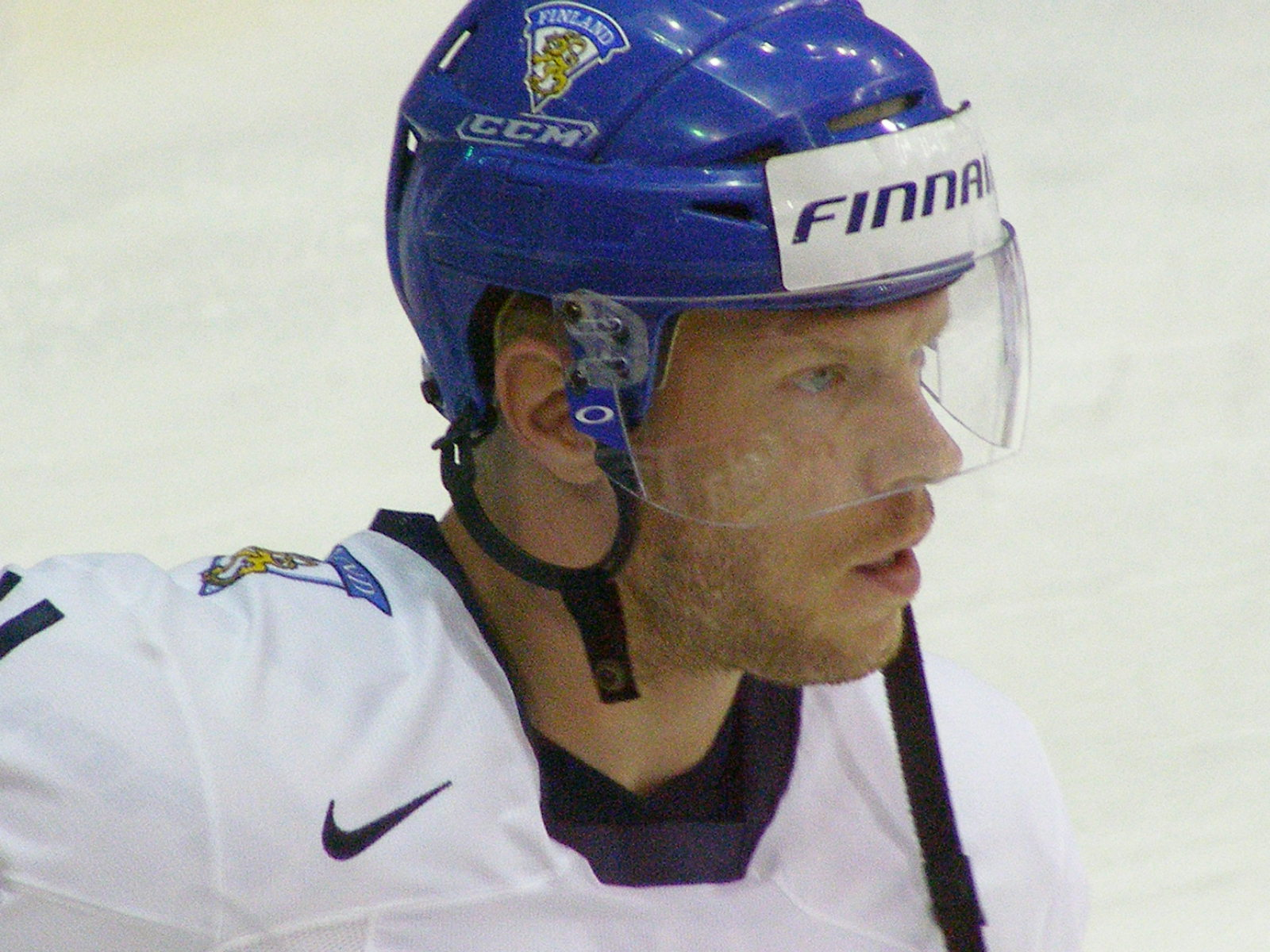
Саку Койву выиграл в составе сборной 4 медали на Олимпийских играх

В 2014 году в Минске финны девятый раз добрались до финала чемпионата мира, но выиграть своё третье золото не сумели — поражение от россиян со счётом 2:5. Тем не менее голкипер Пекка Ринне, трижды сыгравший на турнире «на ноль», был признан самым ценным игроком. Самым результативным игроком финнов стал 26-летний форвард Йори Лехтеря, набравший 12 очков (3+9) в 10 матчах. В 2016 году на чемпионате мира в России финны вышли в свой третий финал за последние шесть лет, одержав 9 побед в 9 матчах, включая разгром сборной Канады на групповом этапе (4:
0). Однако в финале канадцы взяли реванш со счётом 2:0. Микко Коскинен был признан лучшим вратарём турнира, а 18-летний Патрик Лайне — лучшим нападающим. Наряду с Коскиненом и Лайне в символическую сборную турнира вошёл Микаэль Гранлунд. На чемпионате мира 2017 года финны слабо провели предварительный этап, одержав в основное время всего две победы в семи матчах. Одной из сенсаций чемпионата стало разгромное поражение финнов от французов (1:5). Финны вышли в плей-офф только с 4-го места в группе, но в 1/4 финала они сумели обыграть победителя другой группы команду США (2:0, сухой матч Харри Сятери). Финны добрались до полуфинала чемпионата мира шестой раз за последние семь турниров. Но затем в полуфинале финны уступили шведам (1:4), а в матче за третье место проиграли россиянам (3:5).
На чемпионате мира 2018 года финны сумели выиграть свою группу, разгромив сборные Канады (5:1) и США (6:2, хет-трик Себастьяна Ахо), но в 1/4 финала достаточно неожиданно уступили команде Швейцарии (2:3), пропустив три шайбы в течение 4 минут второго периода. 20-летний Себастьян Ахо, набравший 18 очков (9+9) в 8 матчах был включён в символическую сборную турнира, а также признан лучшим нападающим. Также ярко в нападении сборной Финляндии сыграли Теуво Терявяйнен (14 очков) и Микко Рантанен (11 очков).
В 2018 году сборную вновь возглавил Юкка Ялонен, с которым финны выиграли чемпионат мира 2011 года. В 2019 году на чемпионате мира в Братиславе финны вышли из группы со второго места, выиграв 5 матчей из 7. В четвертьфинале в драматичном матче финны обыграли шведов: по ходу игры финны уступали 1:3 и 3:4 за 1,5 минуты до конца третьего периода, но сначала Марко Анттила сравнял счёт, а затем в овертайме Сакари Маннинен (он набрал в этом матче 4 очка) забросил победную шайбу. В полуфинале финны обыграли Россию со счётом 1:0, единственную шайбу в середине третьего периода забросил Марко Анттила, а Кевин Ланкинен не пропустил ни одной шайбы. В финале против Канады вновь блеснул Анттила, причём он сравнял счёт, когда на секундомере было 2:35 во втором периоде, а затем забросил победную шайбу, когда на секундомере было 2:35 в третьем периоде. Третью шайбу забросил Харри Песонен, и финны в третий раз в истории стали чемпионами мира. Несмотря на победу на турнире в символическую сборную был включён только защитник Микко Лехтонен.

### 2020-е — настоящее время: олимпийское золото 2022 года
На чемпионате мира 2021 года в Латвии финны под руководством Юкки Ялонена заняли второе место в группе, хотя во второй игре сенсационно уступили по буллитам команде Казахстана. В 1/4 финала финны обыграли чехов (1:0, сухой матч Юхо Олкинуоры). В полуфинале финны с трудом победили Германию (2:1). В финале 6 июня финны могли впервые выиграть чемпионат мира дважды подряд, но уступили в овертайме канадцам, хотя дважды вели в счёте. Вратарь Юхо Олкинуора был включён в сборную всех звёзд турнира.

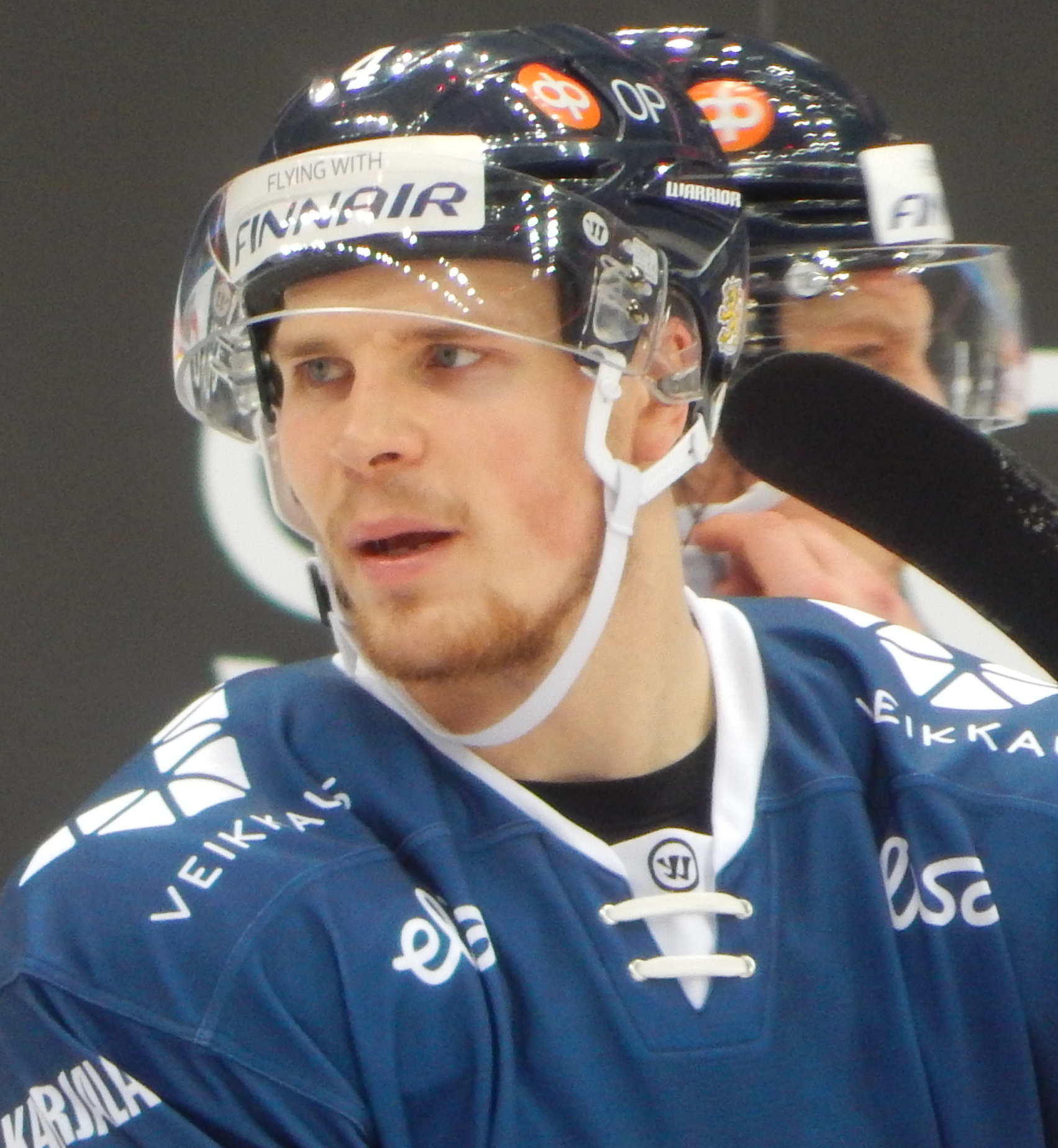
Олимпийский чемпион 2022 года и двукратный чемпион мира защитник Микко Лехтонен

Олимпийские игры 2022 года в Китае, на которых не выступали хоккеисты НХЛ, стали триумфальными для сборной Финляндии под руководством Юкки Ялонена. В предварительном раунде финны обыграл Словакию (6:2, хет-трик Сакари Маннинена из «Салавата Юлаева»), Латвию (3:1) и в овертайме Швецию (4:3), хотя уступали 0:3 к 46-й минуте матча. В 1/4 финала Финляндия убедительно обыграла команду Швейцарии (5:1), хотя соперники нанесли на 11 бросков в створ больше. В полуфинале финны второй раз на турнире обыграли команду Словакии (2:0), сухой матч провёл вратарь «Сибири» Харри Сятери. В финале Финляндия встретилась с командой ОКР (под этим названием выступала сборная России). После первого периода финны уступали 0:1, но на 24-й минуте защитник Вилле Покка из «Авангарда» сравнял счёт. В самом начале третьего периода отличился Ханнес Бьёрнинен из «Йокерита», этот гол оказался последним в матче, сборная ОКР не сумела сравнять счёт. Лучшими бомбардирами финнов на турнире стали Сакари Маннинен и Теему Хартикайнен, набравшие по 7 очков в 6 матчах. В символическую сборную были включены защитник Микко Лехтонен и Сакари Маннинен. Сятери в 5 матчах на турнире пропустил всего 5 шайб, отбив 96,21 % бросков в створ. Эксперты отмечали очень организованную игру финнов в обороне.
На чемпионате мира 2022 года, который проходил в Финляндии, финны под руководством Ялонена уверенно вышли из группы, выиграв 6 из 7 матчей, уступив только раз — Швеции по буллитам. При этом в 7 матчах финны пропустили всего 5 шайб, одержав сухие победы над Норвегией (5:0), Великобританией (6:0), Австрией (3:0) и Чехией (3:0). Во всех этих матчах ворота защищал Юхо Олкинуора. В 1/4 финала Финляндия обыграла Словакию, хотя уступала 0:2 в первом периоде. Дублем в этом матче отметился за день до своего 37-летия Марко Анттила. В полуфинале в равном матче финны сломили сопротивление сборной США (4:3). В финале против Канады финны уступали 0:1 после двух периодов. Однако в начале третьего периода Микаэль Гранлунд сделал дубль за 104 секунды и вывел финнов вперёд. На 55-й минуте Йоэль Армия довёл счёт до 3:1. Но канадцы сняли вратаря и сумели забить две шайбы на 58-й и 59-й минутах (ранее они в таком же стиле спасли матч против Швеции в 1/4 финала, уступая 0:3). Однако в овертайме Сакари Маннинен принёс финнам победу на 7-й минуте. Финны 4-й раз в истории стали чемпионами мира. По итогам турнира 38-летний Валттери Филппула стал первым финским хоккеистом, который вошёл в символический Тройной золотой клуб. Самым результативным у финнов стал защитник Микко Лехтонен (12 очков в 10 матчах), Микаэль Гранлунд набрал 11 очков. Юхо Олкинуора был признан лучшим вратарём, а также самым ценным игроком турнира. Лехтонен был признан лучшим защитником турнира и был включён в сборную всех звёзд вместе с Олкинуорой и Манниненом.
На чемпионате мира 2023 года, который проходил в Финляндии и Латвии, финны играли все матчи группового этапа на своей площадке в Тампере. В 7 матчах они одержали 5 побед, проиграв США (1:4) и по буллитам шведам (1:2). В 1/4 финала в Тампере финны уступили будущим чемпионом канадцам 1:4.

## Выступление на крупнейших турнирах

### Олимпийские игры
| Год  | Результат      | Тренер            | Капитан           |
| ---- | -------------- | ----------------- | ----------------- |
| 1920 | Не участвовала | Не участвовала    | Не участвовала    |
| 1924 | Не участвовала | Не участвовала    | Не участвовала    |
| 1928 | Не участвовала | Не участвовала    | Не участвовала    |
| 1932 | Не участвовала | Не участвовала    | Не участвовала    |
| 1936 | Не участвовала | Не участвовала    | Не участвовала    |
| 1948 | Не участвовала | Не участвовала    | Не участвовала    |
| 1952 | 7-е место      | Ристо Линдроос    | Аарне Хонкаваара  |
| 1956 | Не участвовала | Не участвовала    | Не участвовала    |
| 1960 | 7-е место      | Джо Вирккунен     | Юрьё Хаккала      |
| 1964 | 6-е место      | Джо Вирккунен     | Раймо Килпиё      |
| 1968 | 5-е место      | Аугустин Бубник   | Матти Реунамяки   |
| 1972 | 5-е место      | Сеппо Лийтсола    | Лассе Оксанен     |
| 1976 | 4-е место      | Сеппо Лийтсола    | Сеппо Линдстрём   |
| 1980 | 4-е место      | Калеви Нумминен   | Тапио Лево        |
| 1984 | 6-е место      | Алпо Сухонен      | Ансси Меламется   |
| 1988 | Серебро        | Пентти Матикайнен | Тимо Блумквист    |
| 1992 | 7-е место      | Пентти Матикайнен | Пекка Туомисто    |
| 1994 | Бронза         | Курт Линдстрём    | Тимо Ютила        |
| 1998 | Бронза         | Ханну Аравирта    | Саку Койву        |
| 2002 | 6-е место      | Ханну Аравирта    | Теему Селянне     |
| 2006 | Серебро        | Эркка Вестерлунд  | Саку Койву        |
| 2010 | Бронза         | Юкка Ялонен       | Саку Койву        |
| 2014 | Бронза         | Эркка Вестерлунд  | Теему Селянне     |
| 2018 | 6-е место      | Лаури Марьямяки   | Лассе Кукконен    |
| 2022 | Золото         | Юкка Ялонен       | Валттери Филппула |
| 2026 |                |                   |                   |

### Чемпионат мира
| Год    | Результат                                     | Тренер                                        | Капитан                                       |
| ------ | --------------------------------------------- | --------------------------------------------- | --------------------------------------------- |
| 1939   | 13-е место                                    | Ристо Тийтола                                 | Эркки Сааринен                                |
| 1949   | 7-е место                                     | Ристо Линдроос                                | Кейо Куусела                                  |
| 1951   | 7-е место                                     | Ристо Линдроос                                | Кейо Куусела                                  |
| 1954   | 6-е место                                     | Ристо Линдроос                                | Матти Ринтакоски                              |
| 1955   | 9-е место                                     | Аарне Хонкаваара                              | Матти Ринтакоски                              |
| 1957   | 4-е место                                     | Аарне Хонкаваара                              | Юрьё Хаккала                                  |
| 1958   | 6-е место                                     | Аарне Хонкаваара                              | Юрьё Хаккала                                  |
| 1959   | 6-е место                                     | Джо Вирккунен                                 | Юрьё Хаккала                                  |
| 1961   | 7-е место                                     | Дерек Холмс                                   | Эркки Койсо                                   |
| 1962   | 4-е место                                     | Джо Вирккунен                                 | Теппо Растио                                  |
| 1963   | 5-е место                                     | Джо Вирккунен                                 | Эско Луостаринен                              |
| 1965   | 7-е место                                     | Джо Вирккунен                                 | Раймо Килпиё                                  |
| 1966   | 7-е место                                     | Аугустин Бубник                               | Лалли Партинен                                |
| 1967   | 6-е место                                     | Аугустин Бубник                               | Матти Реунамяки                               |
| 1969   | 5-е место                                     | Аугустин Бубник                               | Юхани Вальстен                                |
| 1970   | 4-е место                                     | Сеппо Лийтсола                                | Лассе Оксанен                                 |
| 1971   | 4-е место                                     | Сеппо Лийтсола                                | Лассе Оксанен                                 |
| 1972   | 4-е место                                     | Сеппо Лийтсола                                | Лассе Оксанен                                 |
| 1973   | 4-е место                                     | Лен Лунде                                     | Вели-Пекка Кетола                             |
| 1974   | 4-е место                                     | Калеви Нумминен                               | Вели-Пекка Кетола                             |
| 1975   | 4-е место                                     | Сеппо Лийтсола                                | Сеппо Линдстрём                               |
| 1976   | 5-е место                                     | Сеппо Лийтсола                                | Лассе Оксанен                                 |
| 1977   | 5-е место                                     | Лассе Хейккиля                                | Пертти Койвулахти                             |
| 1978   | 7-е место                                     | Калеви Нумминен                               | Сеппо Репо                                    |
| 1979   | 5-е место                                     | Калеви Нумминен                               | Юхани Тамминен                                |
| 1981   | 6-е место                                     | Калеви Нумминен                               | Юхани Тамминен                                |
| 1982   | 5-е место                                     | Алпо Сухонен                                  | Юхани Тамминен                                |
| 1983   | 7-е место                                     | Алпо Сухонен                                  | Пекка Раутакаллио                             |
| 1985   | 5-е место                                     | Алпо Сухонен                                  | Ансси Меламется                               |
| 1986   | 4-е место                                     | Рауно Корпи                                   | Кари Макконен                                 |
| 1987   | 5-е место                                     | Рауно Корпи                                   | Пекка Ярвеля                                  |
| 1989   | 5-е место                                     | Пентти Матикайнен                             | Тимо Блумквист                                |
| 1990   | 6-е место                                     | Пентти Матикайнен                             | Арто Руотанен                                 |
| 1991   | 5-е место                                     | Пентти Матикайнен                             | Ханну Вирта                                   |
| 1992   | Серебро                                       | Пентти Матикайнен                             | Пекка Туомисто                                |
| 1993   | 7-е место                                     | Пентти Матикайнен                             | Тимо Ютила                                    |
| 1994   | Серебро                                       | Курт Линдстрём                                | Тимо Ютила                                    |
| 1995   | Золото                                        | Курт Линдстрём                                | Тимо Ютила                                    |
| 1996   | 5-е место                                     | Курт Линдстрём                                | Тимо Ютила                                    |
| 1997   | 5-е место                                     | Курт Линдстрём                                | Тимо Ютила                                    |
| 1998   | Серебро                                       | Ханну Аравирта                                | Вилле Пелтонен                                |
| 1999   | Серебро                                       | Ханну Аравирта                                | Саку Койву                                    |
| 2000   | Бронза                                        | Ханну Аравирта                                | Раймо Хелминен                                |
| 2001   | Серебро                                       | Ханну Аравирта                                | Петтери Нуммелин                              |
| 2002   | 4-е место                                     | Ханну Аравирта                                | Раймо Хелминен                                |
| 2003   | 5-е место                                     | Ханну Аравирта                                | Саку Койву                                    |
| 2004   | 6-е место                                     | Раймо Сумманен                                | Олли Йокинен                                  |
| 2005   | 7-е место                                     | Эркка Вестерлунд                              | Вилле Пелтонен                                |
| 2006   | Бронза                                        | Эркка Вестерлунд                              | Вилле Пелтонен                                |
| 2007   | Серебро                                       | Эркка Вестерлунд                              | Вилле Пелтонен                                |
| 2008   | Бронза                                        | Дуг Шедден                                    | Вилле Пелтонен                                |
| 2009   | 5-е место                                     | Юкка Ялонен                                   | Сами Капанен                                  |
| 2010   | 6-е место                                     | Юкка Ялонен                                   | Сами Капанен                                  |
| 2011   | Золото                                        | Юкка Ялонен                                   | Микко Койву                                   |
| / 2012 | 4-е место                                     | Юкка Ялонен                                   | Микко Койву                                   |
| / 2013 | 4-е место                                     | Юкка Ялонен                                   | Лассе Кукконен                                |
| 2014   | Серебро                                       | Эркка Вестерлунд                              | Олли Йокинен                                  |
| 2015   | 6-е место                                     | Кари Ялонен                                   | Юсси Йокинен                                  |
| 2016   | Серебро                                       | Кари Ялонен                                   | Микко Койву                                   |
| / 2017 | 4-е место                                     | Лаури Марьямяки                               | Лассе Кукконен                                |
| 2018   | 5-е место                                     | Лаури Марьямяки                               | Микаэль Гранлунд                              |
| 2019   | Золото                                        | Юкка Ялонен                                   | Марко Анттила                                 |
| 2020   | Чемпионат был отменён из-за пандемии COVID-19 | Чемпионат был отменён из-за пандемии COVID-19 | Чемпионат был отменён из-за пандемии COVID-19 |
| 2021   | Серебро                                       | Юкка Ялонен                                   | Марко Анттила                                 |
| 2022   | Золото                                        | Юкка Ялонен                                   | Валттери Филппула                             |
| / 2023 | 7-е место                                     | Юкка Ялонен                                   | Марко Анттила                                 |
| 2024   | 8-е место                                     | Юкка Ялонен                                   | Микаэль Гранлунд                              |
| / 2025 | 7-е место                                     | Антти Пеннанен                                | Микко Лехтонен                                |

### Кубок Канады/Кубок мира
| Год    | Результат      | Тренер            | Капитан           |
| ------ | -------------- | ----------------- | ----------------- |
| / 1976 | 6-е место      | Лассе Хейккиля    | Вели-Пекка Кетола |
| 1981   | 6-е место      | Калеви Нумминен   | Вели-Пекка Кетола |
| / 1984 | Не участвовала | Не участвовала    | Не участвовала    |
| / 1987 | 6-е место      | Рауно Корпи       | Яри Курри         |
| / 1991 | Бронза         | Пентти Матикайнен | Яри Курри         |
| / 1996 | 5-е место      | Курт Линдстрём    | Яри Курри         |
| / 2004 | Серебро        | Раймо Сумманен    | Саку Койву        |
| 2016   | 8-е место      | Лаури Марьямяки   | Микко Койву       |

### Турнир четырёх наций
| Год    | Результат | Тренер         | Капитан          |
| ------ | --------- | -------------- | ---------------- |
| / 2025 | 4-е место | Антти Пеннанен | Александр Барков |

### Чемпионат Европы
| Год  | Результат  | Тренер            | Капитан           |
| ---- | ---------- | ----------------- | ----------------- |
| 1939 | 11-е место | Ристо Тийтола     | Эркки Сааринен    |
| 1949 | 5-е место  | Ристо Линдроос    | Кейо Куусела      |
| 1951 | 5-е место  | Ристо Линдроос    | Кейо Куусела      |
| 1952 | 5-е место  | Ристо Линдроос    | Аарне Хонкаваара  |
| 1954 | 5-е место  | Ристо Линдроос    | Матти Ринтакоски  |
| 1955 | 7-е место  | Аарне Хонкаваара  | Матти Ринтакоски  |
| 1957 | 4-е место  | Аарне Хонкаваара  | Юрьё Хаккала      |
| 1958 | 4-е место  | Аарне Хонкаваара  | Юрьё Хаккала      |
| 1959 | 4-е место  | Джо Вирккунен     | Юрьё Хаккала      |
| 1960 | 5-е место  | Джо Вирккунен     | Юрьё Хаккала      |
| 1961 | 5-е место  | Дерек Холмс       | Эркки Койсо       |
| 1962 | Серебро    | Джо Вирккунен     | Теппо Растио      |
| 1963 | 6-е место  | Джо Вирккунен     | Эско Луостаринен  |
| 1964 | 5-е место  | Джо Вирккунен     | Раймо Килпиё      |
| 1965 | 5-е место  | Джо Вирккунен     | Раймо Килпиё      |
| 1966 | 5-е место  | Аугустин Бубник   | Лалли Партинен    |
| 1967 | 4-е место  | Аугустин Бубник   | Матти Реунамяки   |
| 1968 | 4-е место  | Аугустин Бубник   | Матти Реунамяки   |
| 1969 | 4-е место  | Аугустин Бубник   | Юхани Вальстен    |
| 1970 | 4-е место  | Сеппо Лийтсола    | Лассе Оксанен     |
| 1971 | 4-е место  | Сеппо Лийтсола    | Лассе Оксанен     |
| 1972 | 4-е место  | Сеппо Лийтсола    | Лассе Оксанен     |
| 1973 | 4-е место  | Лен Лунде         | Вели-Пекка Кетола |
| 1974 | 4-е место  | Калеви Нумминен   | Вели-Пекка Кетола |
| 1975 | 4-е место  | Сеппо Лийтсола    | Сеппо Линдстрём   |
| 1976 | 6-е место  | Сеппо Лийтсола    | Лассе Оксанен     |
| 1977 | 4-е место  | Лассе Хейккиля    | Пертти Койвулахти |
| 1978 | 6-е место  | Калеви Нумминен   | Сеппо Репо        |
| 1979 | 4-е место  | Калеви Нумминен   | Юхани Тамминен    |
| 1981 | 4-е место  | Калеви Нумминен   | Юхани Тамминен    |
| 1982 | 4-е место  | Алпо Сухонен      | Юхани Тамминен    |
| 1983 | 6-е место  | Алпо Сухонен      | Пекка Раутакаллио |
| 1985 | Бронза     | Алпо Сухонен      | Ансси Меламется   |
| 1986 | Бронза     | Рауно Корпи       | Кари Макконен     |
| 1987 | Бронза     | Рауно Корпи       | Пекка Ярвеля      |
| 1989 | 4-е место  | Пентти Матикайнен | Тимо Блумквист    |
| 1990 | 4-е место  | Пентти Матикайнен | Арто Руотанен     |
| 1991 | Бронза     | Пентти Матикайнен | Ханну Вирта       |

### Еврохоккейтур
| - 1996/97 — 1-е место - 1997/98 — 3-е место - 1998/99 — 2-е место - 1999/00 — 1-е место - 2000/01 — 1-е место - 2001/02 — 1-е место - 2002/03 — 1-е место - 2003/04 — 1-е место - 2004/05 — 3-е место - 2005/06 — 3-е место - 2006/07 — 4-е место - 2007/08 — 2-е место - 2008/09 — 2-е место - 2009/10 — 1-е место - 2010/11 — 3-е место | - 2011/12 — 2-е место - 2012/13 — 3-е место - 2013/14 — 1-е место - 2014/15 — 2-е место - 2015/16 — 2-е место - 2016/17 — 3-е место - 2017/18 — 1-е место - 2018/19 — 2-е место - 2019/20 — 3-е место - 2020/21 — 4-е место - 2021/22 — 2-е место - 2022/23 — 3-е место - 2023/24 — 2-е место - 2024/25 — 2-е место |

## Текущий состав
Состав сборной Финляндии на Турнире четырёх наций 2025:
| Номер | Имя                  | Позиция    | Хват   | Рост, см | Вес, кг | Дата рождения | Клуб                |
| ----- | -------------------- | ---------- | ------ | -------- | ------- | ------------- | ------------------- |
| 20    | Себастьян Ахо —      | Нападающий | Левый  | 183      | 78      | 26.07.1997    | Каролина Харрикейнз |
| 40    | Йоэль Армиа          | Нападающий | Правый | 191      | 85      | 31.05.1993    | Монреаль Канадиенс  |
| 16    | Александр Барков —   | Нападающий | Левый  | 191      | 96      | 02.09.1995    | Флорида Пантерз     |
| 18    | Урхо Вааканайнен     | Защитник   | Левый  | 185      | 85      | 01.01.1999    | Нью-Йорк Рейнджерс  |
| 4     | Юусо Вялимяки        | Защитник   | Левый  | 188      | 93      | 06.10.1998    | Юта                 |
| 64    | Микаэль Гранлунд —   | Нападающий | Левый  | 178      | 80      | 26.02.1992    | Сан-Хосе Шаркс      |
| 56    | Эрик Хаула           | Нападающий | Левый  | 183      | 88      | 23.03.1991    | Нью-Джерси Девилз   |
| 24    | Роопе Хинц           | Нападающий | Левый  | 191      | 87      | 17.11.1996    | Даллас Старз        |
| 10    | Хенри Йокихарью      | Защитник   | Правый | 183      | 90      | 17.06.1999    | Баффало Сейбрз      |
| 84    | Каапо Какко          | Нападающий | Левый  | 187      | 86      | 13.02.2001    | Сиэтл Кракен        |
| 92    | Патрик Лайне         | Нападающий | Правый | 193      | 95      | 19.04.1998    | Монреаль Канадиенс  |
| 32    | Кевин Ланкинен       | Вратарь    | Левый  | 187      | 84      | 28.04.1995    | Ванкувер Кэнакс     |
| 62    | Арттури Лехконен     | Нападающий | Левый  | 183      | 82      | 04.07.1995    | Колорадо Эвеланш    |
| 23    | Эса Линделль         | Защитник   | Левый  | 191      | 94      | 23.05.1994    | Даллас Старз        |
| 15    | Антон Лунделль       | Нападающий | Левый  | 185      | 84      | 03.10.2001    | Флорида Пантерз     |
| 27    | Ээту Луостаринен     | Нападающий | Левый  | 191      | 86      | 02.09.1998    | Флорида Пантерз     |
| 1     | Укко-Пекка Луукконен | Вратарь    | Левый  | 196      | 96      | 09.03.1999    | Баффало Сейбрз      |
| 33    | Николас Матинпало    | Защитник   | Правый | 190      | 94      | 05.10.1998    | Оттава Сенаторз     |
| 3     | Олли Мяяття          | Защитник   | Левый  | 187      | 93      | 22.08.1994    | Юта                 |
| 77    | Нико Миккола         | Защитник   | Левый  | 193      | 84      | 27.04.1996    | Флорида Пантерз     |
| 96    | Микко Рантанен —     | Нападающий | Левый  | 192      | 96      | 29.10.1996    | Каролина Харрикейнз |
| 74    | Юусе Сарос           | Вратарь    | Левый  | 180      | 80      | 19.04.1995    | Нэшвилл Предаторз   |
| 86    | Теуво Терявяйнен     | Нападающий | Левый  | 180      | 81      | 11.09.1994    | Чикаго Блэкхокс     |

| Должность            | Имя             | Гражданство | Дата рождения |
| -------------------- | --------------- | ----------- | ------------- |
| Главный тренер       | Антти Пеннанен  | Финляндия   | 05.02.1979    |
| Ассистент тренера    | Микко Койву     | Финляндия   | 12.03.1983    |
| Ассистент тренера    | Ярмо Кекалайнен | Финляндия   | 03.07.1966    |
| Генеральный менеджер | Йере Лехтинен   | Финляндия   | 24.06.1973    |

## Форма

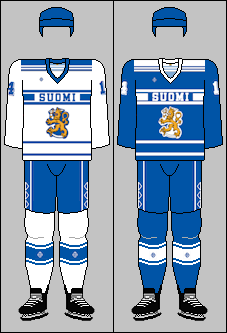
ОИ-1988
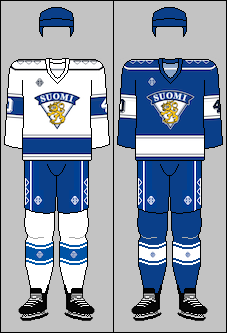
ОИ-1992
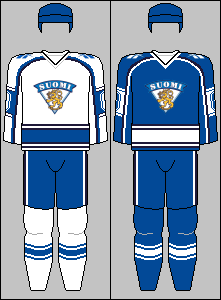
ОИ-1994
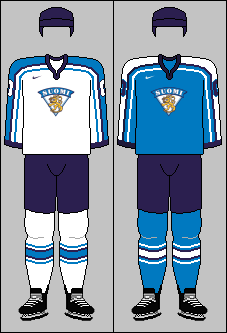
1998—2004
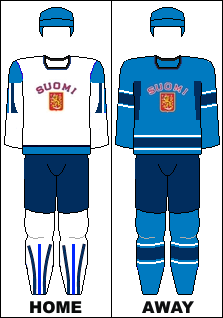
ОИ-2010
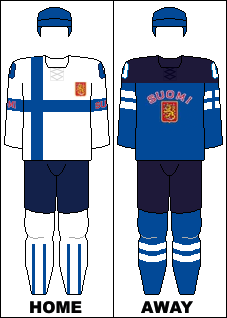
ОИ-2014
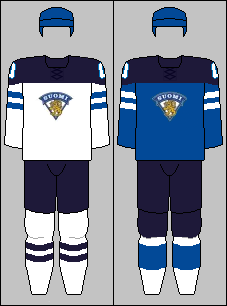
2014—2017
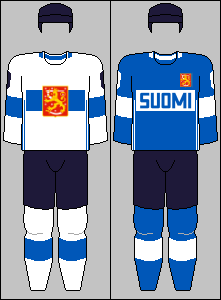
КМ-2016
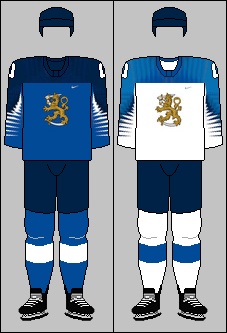
ЧМ-2018
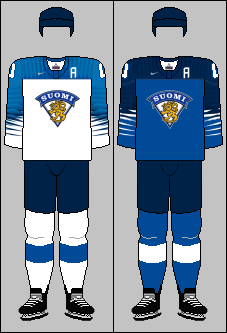
2018—2021
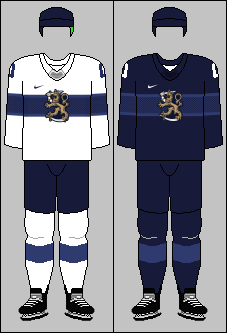
ОИ-2022
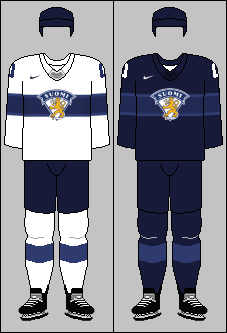
2022—н. в.

## Неиспользуемые номера
| №. | Игрок          | Позиция    | Годы карьеры | Год вывода |
| -- | -------------- | ---------- | ------------ | ---------- |
| 5  | Тимо Ютила     | защитник   | 1979—1999    | 2018       |
| 8  | Теему Селянне  | нападающий | 1987—2014    | 2015       |
| 11 | Саку Койву     | нападающий | 1992—2014    | 2015       |
| 14 | Раймо Хелминен | нападающий | 1982—2008    | 2010       |
| 16 | Вилле Пелтонен | нападающий | 1991—2014    | 2015       |
| 17 | Яри Курри      | нападающий | 1977—1998    | 2007       |
| 26 | Йере Лехтинен  | нападающий | 1992—2010    | 2015       |
| 44 | Киммо Тимонен  | защитник   | 1991—2015    | 2018       |